# Aguaí
Aguaí este un oraș în São Paulo (SP), Brazilia.